# 基督教旗幟
基督教旗幟是20世紀初期設計的普世教會合一運動旗幟，代表所有的基督教及基督教世界。自1942年教會聯合理事會採用這面旗幟開始，許多傳統基督教教派已經開始使用基督教旗幟，包括聖公會、浸信會、信義會、門諾會、循道宗、摩拉維亞弟兄會、長老宗、貴格會、歸正宗等教派。非洲和美洲是使用基督教旗幟較多的地區。
旗幟的設計是白底，左上方有藍色方塊，中有一紅色拉丁十字。十字架的紅色陰影象徵耶穌在各各他流下的寶血。藍色象徵洗禮之水和對耶穌信仰的忠誠。白色象徵耶穌的純潔。

## 起源
基督教旗幟最初於1897年9月26日構想在美國紐約市布魯克林區康尼島的布萊頓禮拜堂。由於原本預定的演講者未能出席活動，查爾斯·C·歐弗頓在這一天的主日學上進行了即興演講，並詢問聽眾一面代表基督教的旗幟應是什麼樣子。1907年，歐弗頓和循道宗青年人們傳教運動秘書拉爾夫·尤金·迪芬道夫設計並開始宣傳基督教旗幟，並視基督教旗幟為基督教象徵： 
底色是白色，代表和平、純潔和純真。上方有一藍色方形，象徵天堂—基督徒的家；也是信仰和信任的象徵。藍色中心是十字架，是基督教的象徵。十字架使用紅色，象徵基督的寶血
普世教會合一運動機構教會聯合理事會（現由國家教會協會和基督教教堂團結繼承）在1942年1月23日啟用了這面旗幟。教會聯合理事會代表浸信會、弟兄會、東正教、聖公會、循道宗、摩拉維亞弟兄會、信義宗、東方正統教會、波蘭國家天主教會、長老宗、貴格會、歸正宗等傳統教派。因設計者將這面旗幟獻給全基督教世界，因此基督教旗幟並未申請版權。芬尼·克羅斯貝寫過一首名為「Christian Flag」的讚美詩，並由R·亨廷頓·伍德曼譜曲。和旗幟相同，這首讚美詩同樣可自由使用。1997年9月26日，基督教旗幟迎來其百年誕辰。

## 使用

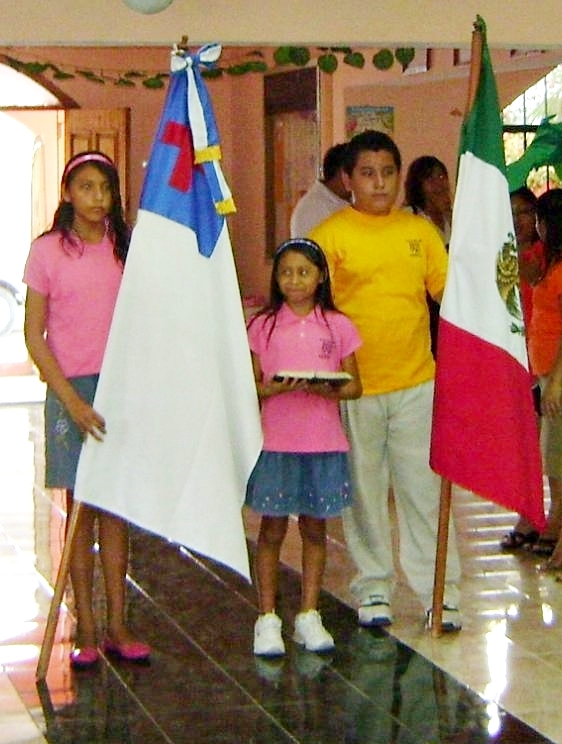
墨西哥兒童展示基督教旗幟和墨西哥國旗

美國的主流新教最先接受了基督教旗幟。1980年代，許多機構都制定了在教堂內展示基督教旗幟的政策。教會聯合理事會建議，在基督教旗幟和國旗同時使用時，基督教旗幟應有榮譽地位。在第二次世界大戰期間，許多有德裔美國人背景的信義宗教堂展示基督教旗幟和美國國旗，展示對抗納粹德國的意志。
伴隨著基督教傳教士的活動，基督教旗幟也傳播到北美洲以外的地區。象徵在許多基督教教堂都能看到基督教旗幟，特別是拉丁美洲和非洲。歐洲、亞洲和非洲的一些新教教堂也採用了基督教旗幟。 
基督教旗幟並無版權，因此「任何人都可以生產，並且在正確場合使用基督教旗幟」。
在加拿大和美國，政教分離主義者及其反對者針對政府建築使用基督教旗幟一事展開激烈爭論。

## 宣誓
類似於美國國旗的效忠宣誓，一些教堂和機構對基督教旗幟亦有效忠宣誓。最初的基督教旗幟誓詞作者是循道宗牧師林恩·哈羅德·霍夫。他曾在一次集會中聽過拉爾夫·迪芬道夫對基督教旗幟的宣傳。

## 延伸閱讀
- Balmer, Randall.  rev. Waco, Texas: Baylor University Press. 2002: 163. ISBN 978-1-932792-04-1.
- Land, Richard.  rev. Nashville, Tennessee: Thomas Nelson. 2011: 41. ISBN 978-1-59555-352-2.
- Marvin, Carolyn; Ingle, David W. . Journal of the American Academy of Religion. 1996, 64 (4): 767–780  [2021-03-12]. ISSN 1477-4585. JSTOR 1465621. doi:10.1093/jaarel/LXIV.4.767. （原始内容存档于2020-11-04）.

## 外部連結
- Coffman, Elesha, , Christianity Today, 13 July 2001  [2018-02-01], （原始内容存档于2008-09-12）
- , Society of the Christian Flag,   [2018-02-01], （原始内容存档于2014-05-05）
- , , Cyber Hymnal,   [2014-05-04], （原始内容存档于2014-03-28）
- Sidwell, Mark, , , BJU, 1998-12-18  [2018-02-01], （原始内容存档于2005-09-05）
- , ,   [2018-02-01], （原始内容存档于2017-06-25）